# Mistrzostwa Świata w Narciarstwie Dowolnym i Snowboardingu 2019 – skicross mężczyzn
Rywalizacja mężczyzn w skicrossie podczas mistrzostw świata w Utah została rozegrana w Solitude. Kwalifikacje rozegrano 1 lutego o 14:30, z kolei biegi finałowe 2 lutego o 13:22. Złoty medal wywalczył Francuz François Place, który wyprzedził dwóch Kanadyjczyków: Brady'ego Lemana oraz Kevina Drury'ego.

## Kwalifikacje
| Miejsce | Bib | Zawodnik              | Kraj              | Czas    | Uwagi |
| ------- | --- | --------------------- | ----------------- | ------- | ----- |
| 1       | 11  | Bastien Midol         | Francja           | 58,66   | Q     |
| 2       | 17  | François Place        | Francja           | 59,07   | Q     |
| 3       | 16  | Jean Frédéric Chapuis | Francja           | 59,16   | Q     |
| 4       | 3   | Brady Leman           | Kanada            | 59,16   | Q     |
| 5       | 21  | Reece Howden          | Kanada            | 59,20   | Q     |
| 6       | 13  | Johannes Aujesky      | Austria           | 59,21   | Q     |
| 7       | 6   | Kevin Drury           | Kanada            | 59,38   | Q     |
| 8       | 12  | Alex Fiva             | Szwajcaria        | 59,43   | Q     |
| 9       | 1   | Daniel Traxler        | Austria           | 59,46   | Q     |
| 10      | 2   | Johannes Rohrweck     | Austria           | 59,54   | Q     |
| 11      | 24  | David Mobärg          | Szwecja           | 59,57   | Q     |
| 12      | 20  | Florian Wilmsmann     | Niemcy            | 59,65   | Q     |
| 13      | 22  | Filip Flisar          | Słowenia          | 59,68   | Q     |
| 14      | 10  | Paul Eckert           | Niemcy            | 59,73   | Q     |
| 15      | 5   | Victor Öhling Norberg | Szwecja           | 59,75   | Q     |
| 16      | 19  | Christopher Del Bosco | Kanada            | 59,77   | Q     |
| 17      | 4   | Viktor Andersson      | Szwecja           | 59,91   | Q     |
| 18      | 8   | Jonas Lenherr         | Szwajcaria        | 59,93   | Q     |
| 19      | 18  | Adam Kappacher        | Austria           | 59,94   | Q     |
| 20      | 23  | Daniel Bohnacker      | Niemcy            | 1:00,08 | Q     |
| 21      | 7   | Marc Bischofberger    | Szwajcaria        | 1:00,16 | Q     |
| 22      | 26  | Tim Hronek            | Niemcy            | 1:00,18 | Q     |
| 23      | 15  | Jonathan Midol        | Francja           | 1:00,19 | Q     |
| 24      | 14  | Joos Berry            | Szwajcaria        | 1:00,33 | Q     |
| 25      | 25  | Tyler Wallasch        | Stany Zjednoczone | 1:00,34 | Q     |
| 26      | 27  | Igor Omielin          | Rosja             | 1:00,50 | Q     |
| 27      | 29  | Maksim Wichrow        | Rosja             | 1:00,82 | Q     |
| 28      | 31  | Henrik Lunde          | Norwegia          | 1:00,96 | Q     |
| 29      | 28  | Oliver Davies         | Wielka Brytania   | 1:00,97 | Q     |
| 30      | 36  | Simone Deromedis      | Włochy            | 1:01,15 | Q     |
| 31      | 34  | Edoardo Zorzi         | Włochy            | 1:01,27 | Q     |
| 32      | 30  | Pawieł Kołgotin       | Rosja             | 1:01,61 | Q     |
| 33      | 33  | Tomáš Bartalský       | Słowacja          | 1:01,78 |       |
| 34      | 32  | Nikoła Czongarow      | Bułgaria          | 1:01,93 |       |
| 35      | 35  | Koppány Pap           | Węgry             | 1:02,53 |       |
| 36      | 9   | Siergiej Ridzik       | Rosja             | 1:08,56 |       |

## Finały
Opracowano na podstawie materiału źródłowego: 

### 1/8 finału
| Miejsce | Bib | Zawodnik              | Kraj    | Uwagi |
| ------- | --- | --------------------- | ------- | ----- |
| 1       | 1   | Bastien Midol         | Francja | Q     |
| 2       | 17  | Viktor Andersson      | Szwecja | Q     |
| 3       | 16  | Christopher Del Bosco | Kanada  |       |
| 4       | 32  | Pawieł Kołgotin       | Rosja   |       |

| Miejsce | Bib | Zawodnik           | Kraj       | Uwagi |
| ------- | --- | ------------------ | ---------- | ----- |
| 1       | 21  | Marc Bischofberger | Szwajcaria | Q     |
| 2       | 12  | Florian Wilmsmann  | Niemcy     | Q     |
| 3       | 5   | Reece Howden       | Kanada     |       |
| 4       | 28  | Henrik Lunde       | Norwegia   |       |

| Miejsce | Bib | Zawodnik              | Kraj    | Uwagi |
| ------- | --- | --------------------- | ------- | ----- |
| 1       | 3   | Jean Frédéric Chapuis | Francja | Q     |
| 2       | 19  | Adam Kappacher        | Austria | Q     |
| 3       | 14  | Paul Eckert           | Niemcy  |       |
| 4       | 30  | Simone Deromedis      | Włochy  |       |

| Miejsce | Bib | Zawodnik          | Kraj    | Uwagi |
| ------- | --- | ----------------- | ------- | ----- |
| 1       | 7   | Kevin Drury       | Kanada  | Q     |
| 2       | 10  | Johannes Rohrweck | Austria | Q     |
| 3       | 23  | Jonathan Midol    | Francja |       |
| 4       | 26  | Igor Omielin      | Rosja   |       |

| Miejsce | Bib | Zawodnik       | Kraj              | Uwagi |
| ------- | --- | -------------- | ----------------- | ----- |
| 1       | 8   | Alex Fiva      | Szwajcaria        | Q     |
| 2       | 25  | Tyler Wallasch | Stany Zjednoczone | Q     |
| 3       | 24  | Joos Berry     | Szwajcaria        |       |
| 4       | 9   | Daniel Traxler | Austria           |       |

| Miejsce | Bib | Zawodnik         | Kraj            | Uwagi |
| ------- | --- | ---------------- | --------------- | ----- |
| 1       | 4   | Brady Leman      | Kanada          | Q     |
| 2       | 13  | Filip Flisar     | Słowenia        | Q     |
| 3       | 20  | Daniel Bohnacker | Niemcy          |       |
| 4       | 29  | Oliver Davies    | Wielka Brytania |       |

| Miejsce | Bib | Zawodnik         | Kraj    | Uwagi |
| ------- | --- | ---------------- | ------- | ----- |
| 1       | 6   | Johannes Aujesky | Austria | Q     |
| 2       | 11  | David Mobärg     | Szwecja | Q     |
| 3       | 27  | Maksim Wichrow   | Rosja   |       |
| 4       | 22  | Tim Hronek       | Niemcy  |       |

| Miejsce | Bib | Zawodnik              | Kraj       | Uwagi |
| ------- | --- | --------------------- | ---------- | ----- |
| 1       | 2   | François Place        | Francja    | Q     |
| 2       | 18  | Jonas Lenherr         | Szwajcaria | Q     |
| 3       | 15  | Victor Öhling Norberg | Szwecja    |       |
| 4       | 31  | Edoardo Zorzi         | Włochy     |       |

### Ćwierćfinały
| Miejsce | Bib | Zawodnik         | Kraj              | Uwagi |
| ------- | --- | ---------------- | ----------------- | ----- |
| 1       | 17  | Viktor Andersson | Szwecja           | Q     |
| 2       | 8   | Alex Fiva        | Szwajcaria        | Q     |
| 3       | 1   | Bastien Midol    | Francja           |       |
| 4       | 25  | Tyler Wallasch   | Stany Zjednoczone |       |

| Miejsce | Bib | Zawodnik              | Kraj    | Uwagi |
| ------- | --- | --------------------- | ------- | ----- |
| 1       | 3   | Jean Frédéric Chapuis | Francja | Q     |
| 2       | 6   | Johannes Aujesky      | Austria | Q     |
| 3       | 11  | David Mobärg          | Szwecja |       |
| 4       | 19  | Adam Kappacher        | Austria |       |

| Miejsce | Bib | Zawodnik           | Kraj       | Uwagi |
| ------- | --- | ------------------ | ---------- | ----- |
| 1       | 13  | Filip Flisar       | Słowenia   | Q     |
| 2       | 4   | Brady Leman        | Kanada     | Q     |
| 3       | 12  | Florian Wilmsmann  | Niemcy     |       |
| —       | 21  | Marc Bischofberger | Szwajcaria | DNF   |

| Miejsce | Bib | Zawodnik          | Kraj       | Uwagi |
| ------- | --- | ----------------- | ---------- | ----- |
| 1       | 2   | François Place    | Francja    | Q     |
| 2       | 7   | Kevin Drury       | Kanada     | Q     |
| 3       | 18  | Jonas Lenherr     | Szwajcaria |       |
| 4       | 10  | Johannes Rohrweck | Austria    |       |

### Półfinały
| Miejsce | Bib | Zawodnik         | Kraj       | Uwagi |
| ------- | --- | ---------------- | ---------- | ----- |
| 1       | 4   | Brady Leman      | Kanada     | Q     |
| 2       | 8   | Alex Fiva        | Szwajcaria | Q     |
| 3       | 13  | Filip Flisar     | Słowenia   |       |
| 4       | 17  | Viktor Andersson | Szwecja    |       |

| Miejsce | Bib | Zawodnik              | Kraj    | Uwagi |
| ------- | --- | --------------------- | ------- | ----- |
| 1       | 7   | Kevin Drury           | Kanada  | Q     |
| 2       | 2   | François Place        | Francja | Q     |
| 3       | 3   | Jean Frédéric Chapuis | Francja |       |
| 4       | 6   | Johannes Aujesky      | Austria |       |

### Finały

#### Mały finał
| Miejsce | Bib | Zawodnik              | Kraj     | Uwagi |
| ------- | --- | --------------------- | -------- | ----- |
| 5       | 3   | Jean Frédéric Chapuis | Francja  |       |
| 6       | 6   | Johannes Aujesky      | Austria  |       |
| 7       | 17  | Viktor Andersson      | Szwecja  |       |
| 8       | 13  | Filip Flisar          | Słowenia |       |

#### Duży finał
| Miejsce | Bib | Zawodnik       | Kraj       | Uwagi |
| ------- | --- | -------------- | ---------- | ----- |
| złoto   | 2   | François Place | Francja    |       |
| srebro  | 4   | Brady Leman    | Kanada     |       |
| brąz    | 7   | Kevin Drury    | Kanada     |       |
| 4       | 8   | Alex Fiva      | Szwajcaria |       |